# Magnus Malan
Magnus André De Merindol Malan, južnoafriški general in politik, * 30. januar 1930, Pretoria, † 18. julij 2011, Johannesburg.
Malan je bil načelnik Južnoafriške kopenske vojske (1973-1976), načelnik Zveznih obrambnih sil (1976-1980) in minister za obrambo Republike Južne Afrike (1980-1991).